# Zurgue
Zurgue ou Zurque (em árabe: أز زورق; romaniz.: Az Zurq) é uma cidade-oásis do distrito de Cufra, na Líbia. Está a 9,7 quilômetros ao sul de Jaufe, capital do distrito, 10,52 de Tague, 18,6 de Talabe e 22,17 de Hauari. Ela consiste em uma linha de palmeiras e até a ocupação italiana na década de 1930, foi habitado apenas por escravos.